# Misogynie à part
Albums de Georges Brassens
Supplique pour être enterré à la plage de Sète
(1966) Fernande
(1972)
Misogynie à part, est le douzième album édité en France du chanteur Georges Brassens. Sorti sans titre à l'origine, il est identifié par celui de la première chanson du disque. L’édition originale est sortie en novembre 1969. L'album est certifié disque d'or en 1976 pour 100 000 exemplaires vendus.

## Édition originale de l’album
Novembre 1969 : disque microsillon 33 tours/30cm, Philips, n° X (849.490 BY).
– Pochette : photo réalisée par Jacques Aubert.
– Gravure universelle stéréo/mono.

### Ambiguïté de la pochette
Pour ce 12e album studio, la maison de disques Philips persiste à ne pas faire de pochette originale et adopte — pour la deuxième (et dernière) fois — la présentation des pochettes en imitation bois de la 2e collection « Les grands auteurs & compositeurs interprètes ».
Avec l'édition de Misogynie à part, cette collection possédait 10 disques numérotés de I à X ; d’où, la présence de ce chiffre romain sur le recto de l'édition originale.
En définitive, seul le verso différencie les deux publications (lire à ce sujet : Imbroglio dans la numérotation).

### Premier enregistrementstéréophonique
Désirant conserver leur caractère d’origine, Georges Brassens n’a jamais voulu ré-enregistrer en stéréo les chansons de ses onze premiers albums. Celles-ci ont alors été « stéréophonisés et gravées en stéréo afin de satisfaire tous les possesseurs d'appareils monophoniques ou stéréophoniques».

### Interprètes
- Georges Brassens : chant, guitare rythmique
- Barthélémy Rosso : guitare soliste
- Pierre Nicolas : contrebasse

### Chansons
Sauf indication contraire, toutes les chansons sont écrites et composées par Georges Brassens.
Face 1
| No | Titre                  | Paroles                | Durée      |
| -- | ---------------------- | ---------------------- | ---------- |
| 1. | Misogynie à part       |                        | 3 min 40 s |
| 2. | Bécassine              |                        | 4 min 29 s |
| 3. | L'Ancêtre              |                        | 4 min 42 s |
| 4. | Rien à jeter           |                        | 3 min 56 s |
| 5. | Les Oiseaux de passage | Poème de Jean Richepin | 4 min 50 s |

Face 2
| No | Titre                                       | Paroles                       | Durée      |
| -- | ------------------------------------------- | ----------------------------- | ---------- |
| 1. | La Religieuse                               |                               | 4 min 50 s |
| 2. | Pensées des morts                           | Poème d'Alphonse de Lamartine | 5 min 34 s |
| 3. | La Rose, la bouteille et la poignée de main |                               | 4 min 56 s |
| 4. | Sale petit bonhomme                         |                               | 3 min 32 s |

### Existence d'une première version différente
Il existe deux versions de ce disque qui diffèrent par la partie de seconde guitare de Barthélémy Rosso.
En fait, Brassens, s'accompagnant à la guitare, ainsi que Pierre Nicolas à la contrebasse ont d'abord enregistré les neuf titres de l'album au domicile de Brassens à Crespières (Yvelines) entre le 20 octobre et le 7 novembre 1969. Sur ces titres, Barthélémy Rosso enregistra une partie de seconde guitare au Studio des Dames le 15 novembre 1969. Ces enregistrements forment la première édition du disque publiée fin novembre 1969. Cette première édition ne sera commercialisée que peu de temps.
À la demande de Brassens, Barthélémy Rosso refera sa seconde guitare plus sobrement le 8 décembre 1969 toujours au Studio des Dames, ce qui donnera la seconde édition du disque publiée vers le 15 décembre 1969 (même référence Philips 849.490 BY). Cette deuxième édition est la seule qui sera utilisée pour les rééditions postérieures, vinyle ou CD. Seuls les titres "Les Oiseaux de passage" et "Sale petit bonhomme" n'ont pas été réenregistrés par Barthélémy Rosso et sont identiques dans les deux éditions,.